# Нападение срещу Мерс ел-Кебир
Нападението срещу Мерс ел-Кебир на 3 юли 1940 година е морска битка при Мерс ел-Кебир в Алжир, част от Операция „Катапулт“ на Средиземноморския театър на Втората световна война.
Дни след Капитулацията на Франция флотът на Великобритания напада намиращите се при Мерс ел-Кебир кораби на доскорошния си съюзник, тъй като британското правителство се съмнява, че френските власти ще успеят да предотвратят пленяването им от Германия. Операцията е до голяма степен успешна, но предизвиква силно недоволство във Франция и остава източник на напрежение в британско-френските отношения през следващите години. В същото време тя демонстрира решимостта на Великобритания да продължи съпротивата и след капитулацията на Франция.